# 包豪斯主义
包浩斯主义是一种艺术风格，即现代主义风格。特点是理性，简洁，内敛，並講求強調功能性。名稱源自1920年代至1930年代的德國藝術和建築學校「包浩斯」。
包豪斯主义不仅运用在建筑当中，在科技與設計方面，蘋果公司執行長乔布斯與其設計長Jony Ive将包豪斯风格运用于在2000年代起的产品之中，如MacBook系列、iPhone等，同時也影響宜家家居之簡約、實用北歐設計風格，日本無印良品之反品牌、簡潔、雅樸產品設計。在生活中，基于包豪斯主义，沙宣亦被啟發创造了鮑伯頭（Bobo hair）。

## 產品
- Nomos Glashütteq 手錶[3]

## 家具
- 瓦西里椅
- 巴塞罗那椅
- 悬臂椅

## 建築物
- 德国（包浩斯建築在威瑪、德紹及貝爾瑙（德语：Bauhaus and its Sites in Weimar, Dessau and Bernau））
  - 威瑪建築群及遺址
  - 德紹包浩斯大樓（包浩斯德紹校舍）[4]
  - 貝爾瑙德國貿易聯盟聯合學校
  - 阿爾費爾德法古斯工廠[4]

- 以色列
  - 特拉維夫白城[4]

- 英国
  - 倫敦Sokon Building[4]

- 香港
  - 公共街市建築
    - 舊灣仔街市、 中環街市(1939年)、銅鑼灣燈籠洲街市、上環必列啫士街街市

  - 其他政府建築
    - 中區香港大會堂、舊中區政府合署、西營盤贊育醫院[5]

  - 住宅建築
    - 加多利山住宅建築群[6]、牛池灣彩虹邨、柴灣明華大廈、馬頭圍真善美邨、香港仔漁光邨、觀塘和樂邨、荃灣福來邨、長沙灣蘇屋邨第二期、鰂魚涌麗池花園大廈[5]

  - 校園建築
    - 加多利山拔萃男書院、銅鑼灣何東中學、香港大學鈕魯詩樓、中文大學中國文化研究所、香港中文大學崇基學院、瑪利諾修院學校、九龍華仁書院小教堂[5]

  - 宗教建築
    - 九龍靈糧堂教堂、循道衛理聯合教會北角堂[5]

  - 戲院建築
    - 銅鑼灣豪華戲院、觀塘銀都戲院[5]

  - 其他建築
    - 深水埗嘉頓中心、灣仔律敦治醫院、灣仔香港藝術中心[6]、中國銀行大廈、中銀大廈[5]

- 美国
  - 芝加哥設計學院（英语：IIT Institute of Design）
  - 紐約市大都會保險公司大廈
  - 匹茲堡The Alan I W Frank House[4]

## 受包浩斯風格影響的香港建築

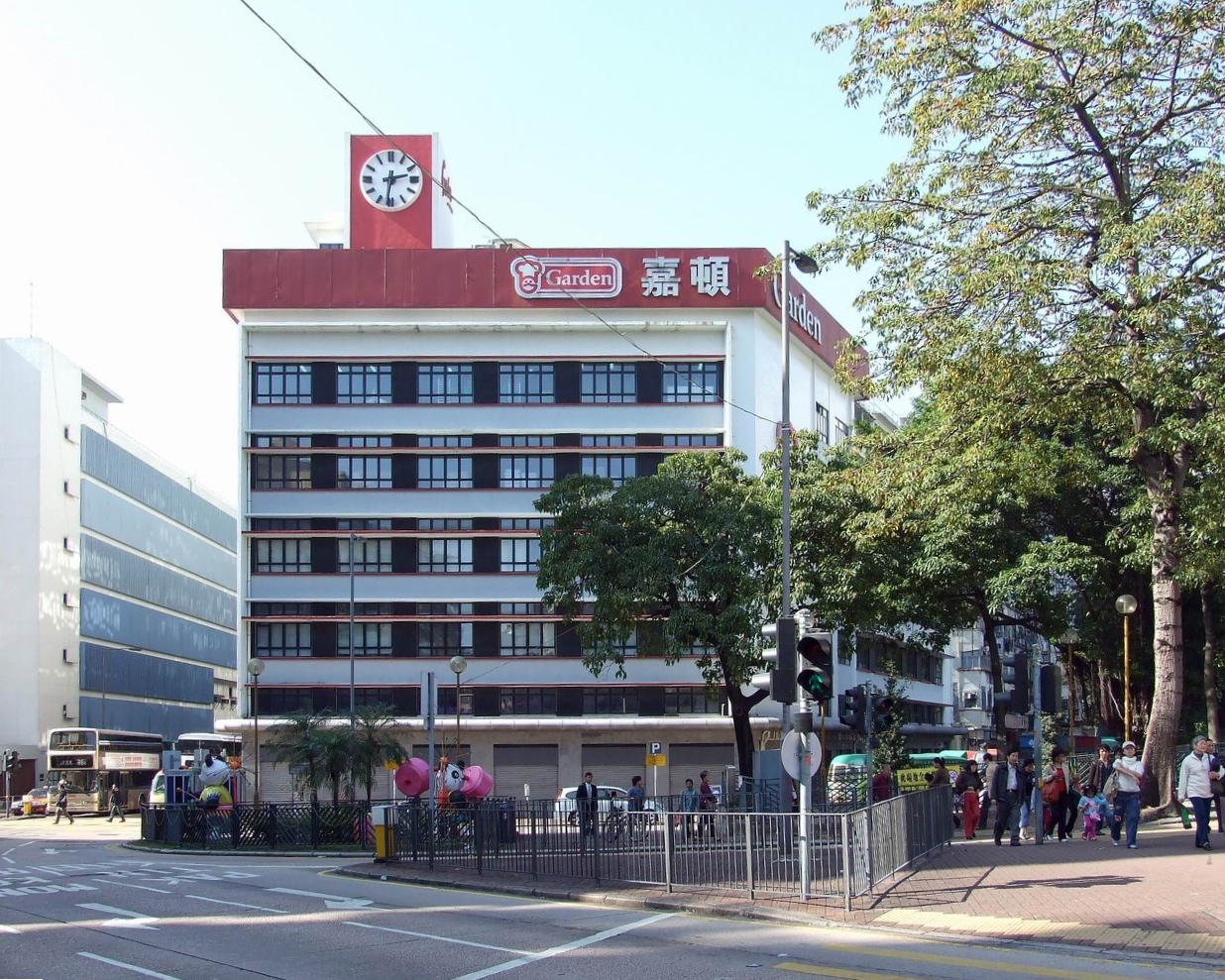
1958年擴建完成的 深水埗嘉頓中心
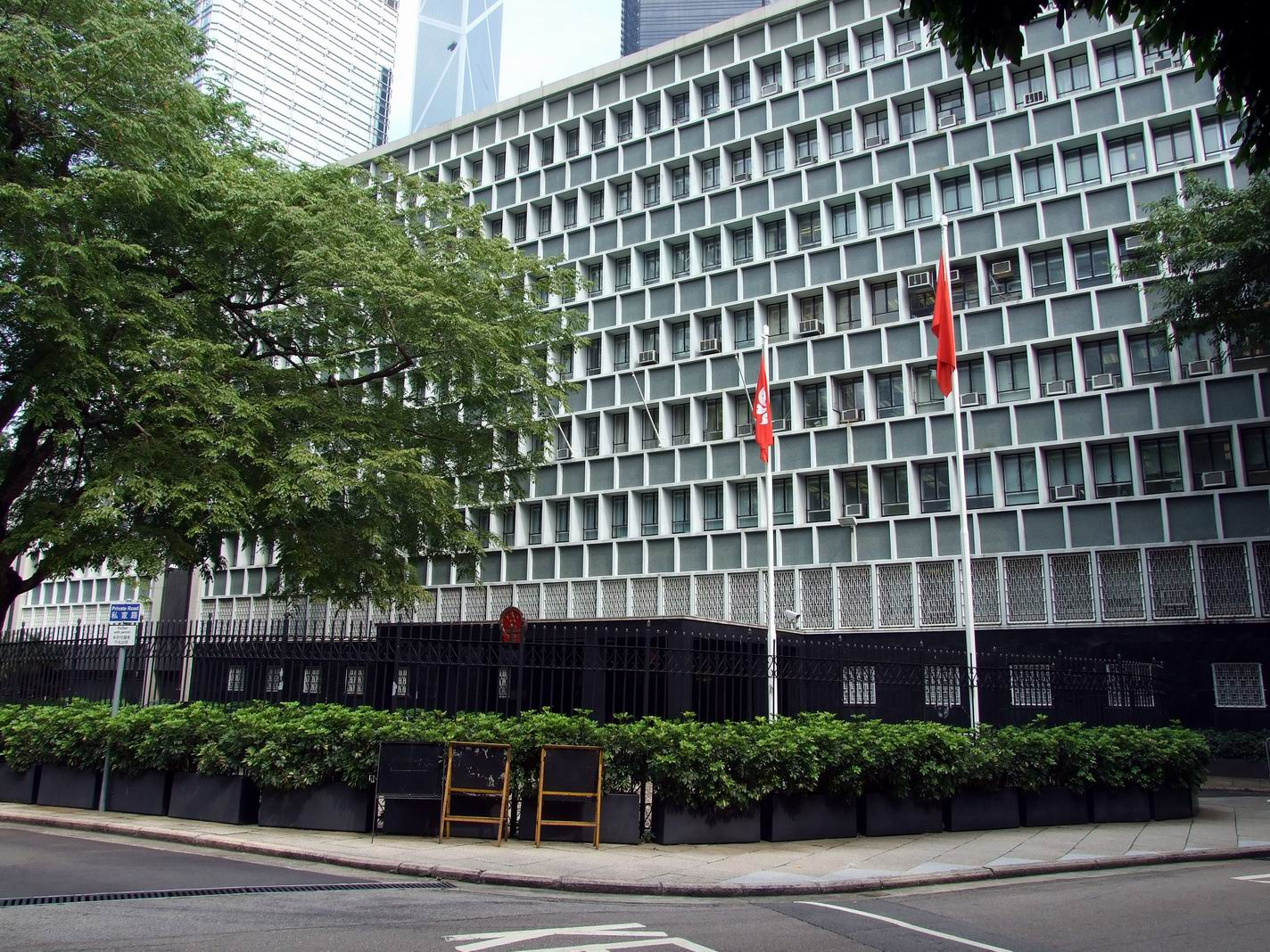
1950年代落成的 舊中區政府合署
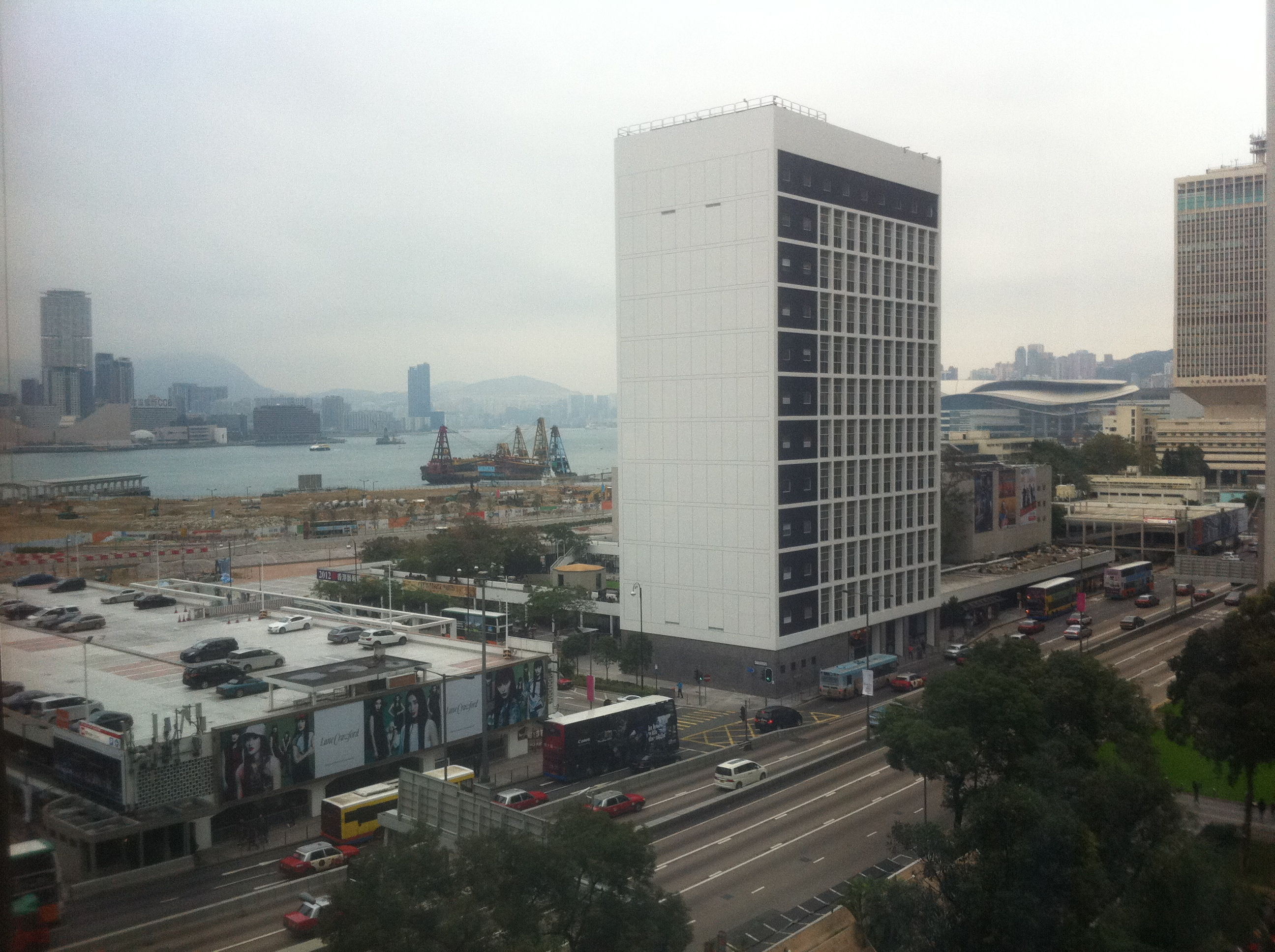
1962年落成的 中環香港大會堂
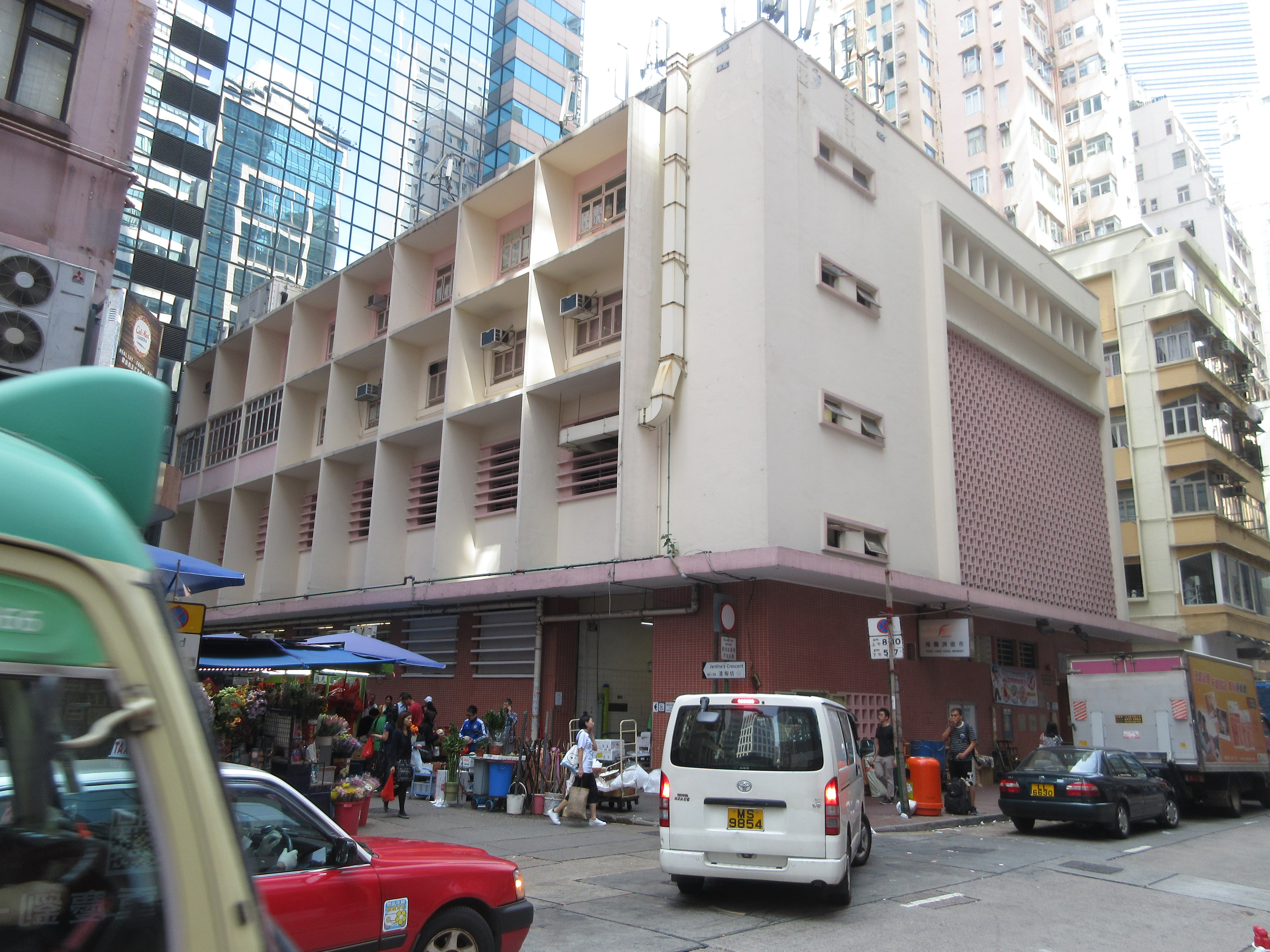
1963年落成的
銅鑼灣燈籠洲街市
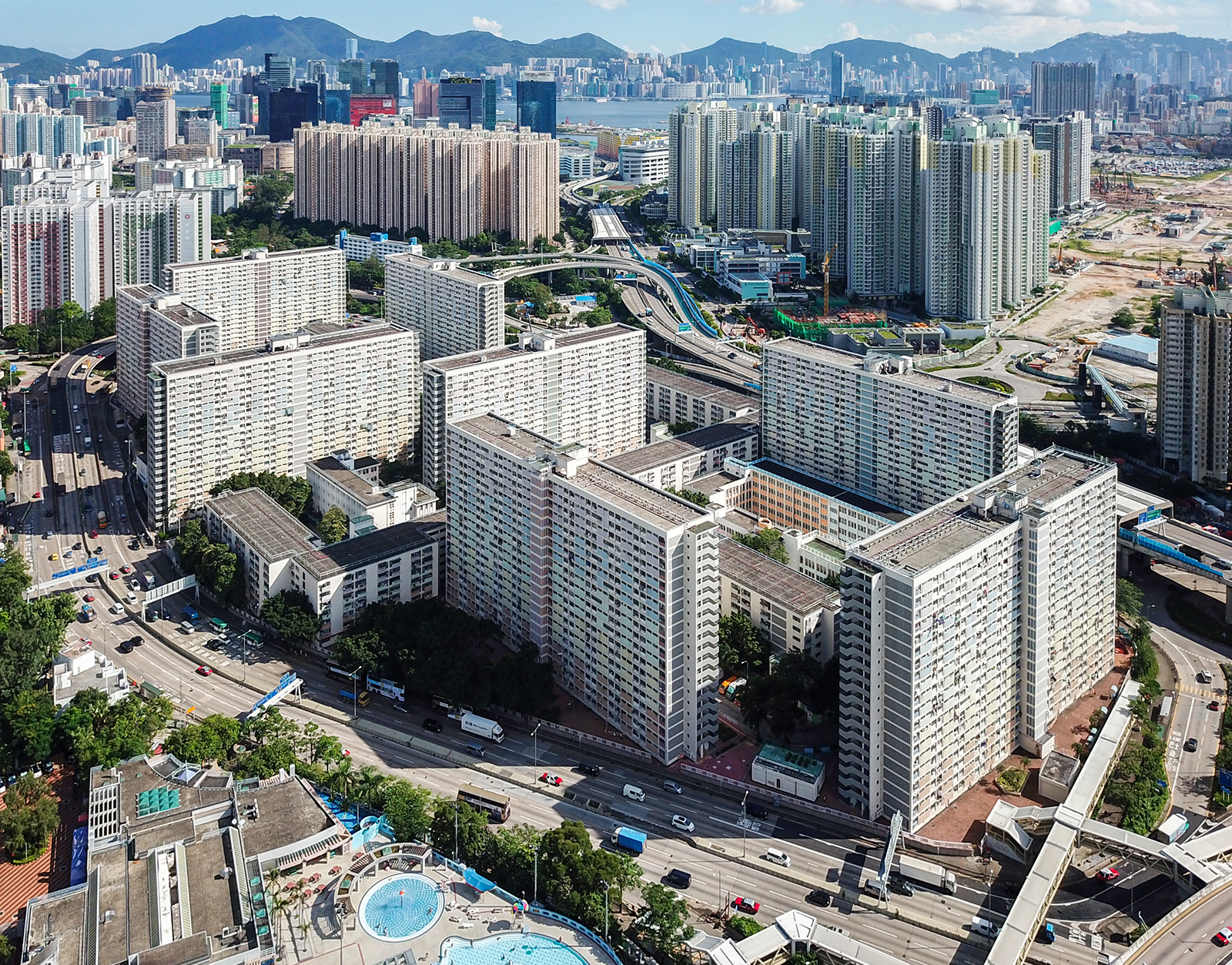
1962至1964年間落成的 牛池灣彩虹邨
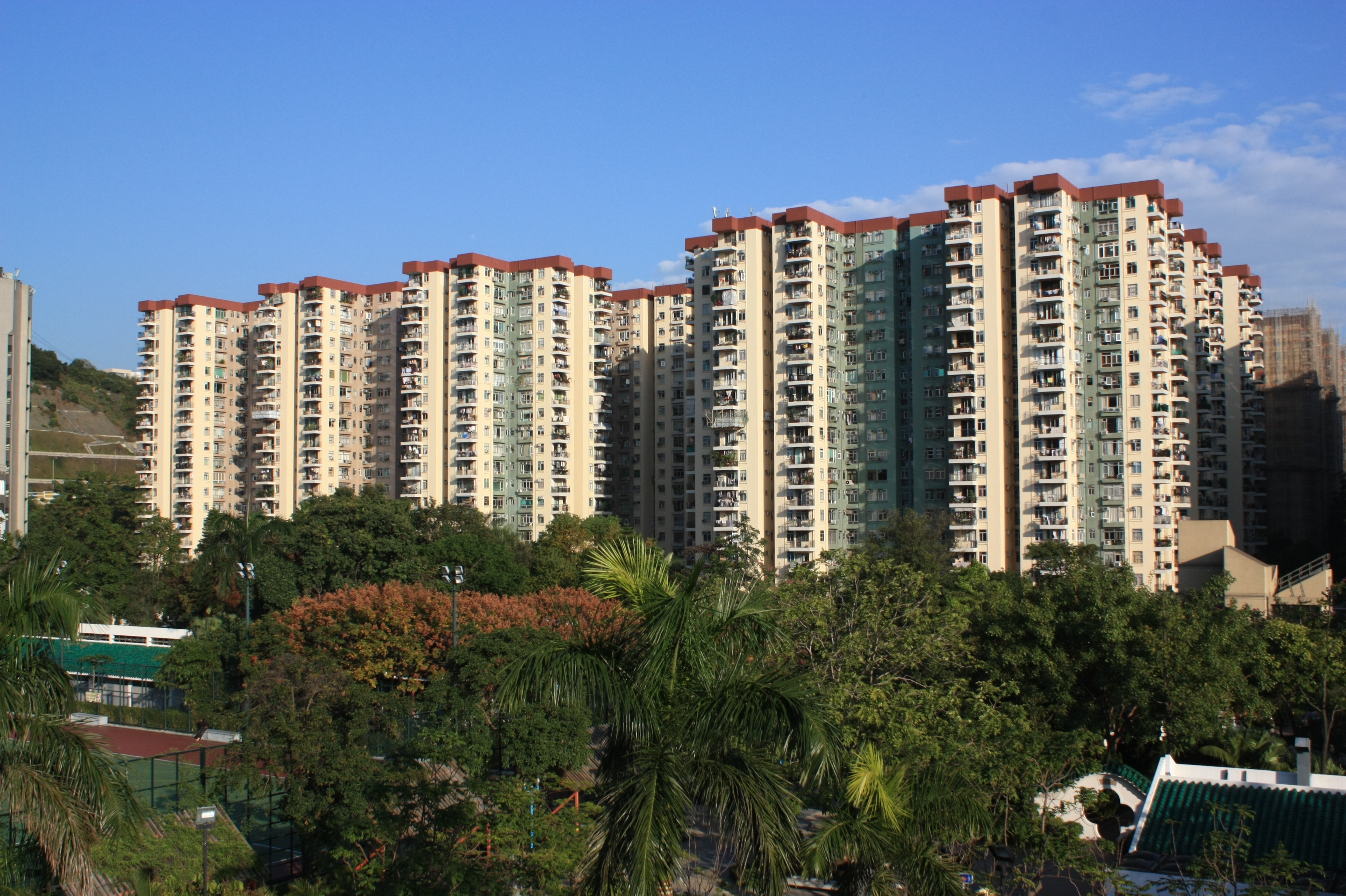
1968年至1978年間落成的 荔枝角美孚新邨